# Club Deportivo Basconia
O Club Deportivo Basconia é um clube de futebol espanhol da cidade de Basauri, Biscaia, fundado em março de 1913. Atualmente disputa a Tercera División, equivalente à quarta divisão espanhola.
Seu nome deriva de uma empresa de siderurgia já extinta da cidade de Basauri. Em 1997 converteu-se em uma segunda filial do Athletic Bilbao, sendo importante na estrutura das divisões de base deste clube. José Ángel Iríbar, um dos maiores goleiros da história do Bilbao, jogou no Basconia entre 1961 e 1962, chegando assim ao time basco após essas temporadas.